# Chasanbi Taov
Chasanbi Taov, född den 5 november 1977, är en rysk judoutövare.
Han tog OS-brons i herrarnas mellanvikt i samband med de olympiska judotävlingarna 2004 i Aten.